# Boris Skosyrev
Boris Michajlovič Skosyrev (rusky Бори́с Миха́йлович Ско́сырев, 12. ledna 1896 Vilnius – 27. února 1989 Boppard) byl běloruský dobrodruh, který se prohlásil králem Andorry.
Patřil k bělogvardějské emigraci, od roku 1919 pobýval v Anglii na Nansenův pas, kde vystupoval jako hrabě z Orange. V roce 1932 žil na Baleárech, odkud byl vyhoštěn, a v roce 1933 přijel do Andorry, kde získal občanství. Využil politické krize v zemi a 6. července 1934 vydal deklaraci, v níž zrušil společný protektorát Španělska a Francie nad Andorrou a prohlásil se hlavou státu s titulem Boris I. Vydal vlastní ústavu a slíbil rozsáhlé reformy, které by z této zaostalé a izolované země udělaly daňový a celní ráj. Generální rada Andorry proto odhlasovala souhlas s jeho vládou. Dne 14. července téhož roku však do Andorry vstoupila španělská Guardia Civil, aby obnovila španělskou kontrolu nad kondominiem. Skosyrev byl zatčen a odvezen do Madridu, kde byl odsouzen k vypovězení ze země.
Jeho další osudy jsou nejasné. Pobýval v Portugalsku a Francii, za druhé světové války byl v internačním táboře, později údajně narukoval do Wehrmachtu. Bojoval na východní frontě a upadl do sovětského zajetí. Po propuštění žil s manželkou v západoněmeckém Boppardu, kde roku 1989 zemřel.
Andorrský spisovatel Antoni Morell o něm napsal životopisný román Boris I., král andorrský, který vyšel i v českém překladu.